# Lamanai
Lamanai je zaniklé mayské město v Belize. Nachází se na severu země v okrese Orange Walk District poblíž řeky New River. Nedaleko něj leží mennonitská osada Shipyard. Tato archeologická lokalita předkolumbovské Mezoameriky patří k nejvýznamnějším turistickým atrakcím Belize. V sedmdesátých letech vznikla jižně od ruin vesnice Indian Church, kde žijí převážně váleční uprchlíci z Guatemaly a Salvadoru.

## Historie
Název sídla je odvozen z mayského výrazu Lam'an'ain, což znamená „ponořený krokodýl“. Počátek osídlení bývá kladen do 16. století př. n. l. Lamanai bylo významným sídlem předklasického období mayské civilizace a v době největšího rozkvětu zde žilo minimálně 20 000 obyvatel. Vyhnul se mu kolaps jižněji ležících měst v 10. století a bylo obydleno i v době příchodu Evropanů. Španělští misionáři se zde pokusili založit katolický chrám, ale domorodci je vyhnali. Koncem 17. století bylo Lamanai opuštěno a zarostlo tropickou vegetací. V devatenáctém století se v okolí pěstovala a zpracovávala cukrová třtina. První vykopávky provedl v roce 1917 Thomas Gann, v průzkumu lokality pokračoval David M. Pendergast, který popsal 718 objektů.
Díky své poloze bylo Lamanai obchodním centrem s kontakty na oblast Peténu. Množství měděných předmětů svědčí o vyspělé metalurgii. Nacházejí se zde pyramidy datované do 7. století. Vysoký chrám měří 33 metrů a poskytuje výhledy do okolní nížiny. Dalšími svatyněmi jsou Chrám masek a Chrám jaguárů, zdobené kamennými reliéfy. Z období největší slávy města pochází i stéla č. 9 s portrétem panovníka zvaným Pán kouřící mušle a nápisem v yuacatánské mayštině. Bylo zde také objeveno rozsáhlé pohřebiště a hřiště na tlachtli s obětním kamenem. 

## Galerie

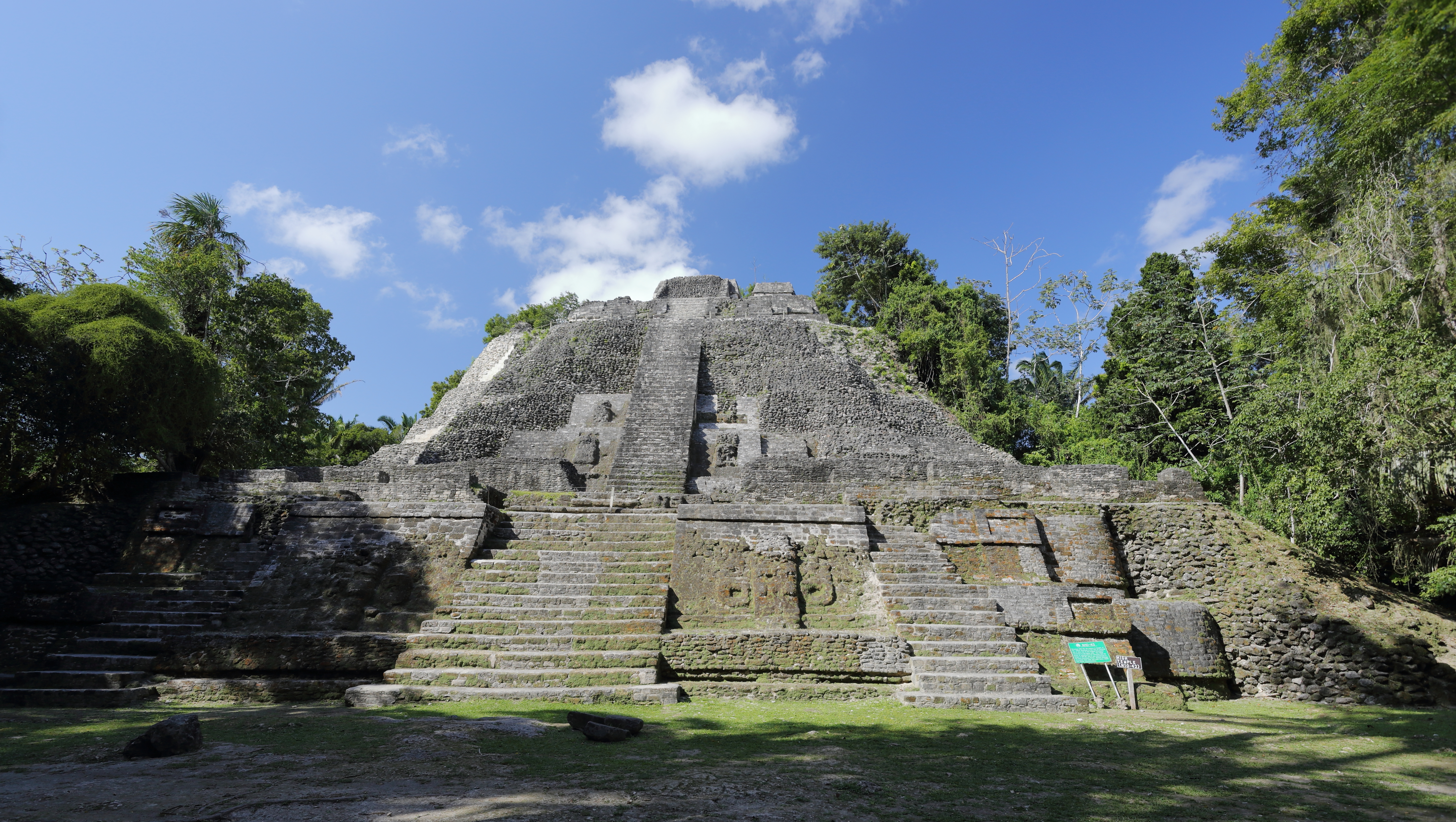
Vysoký chrám
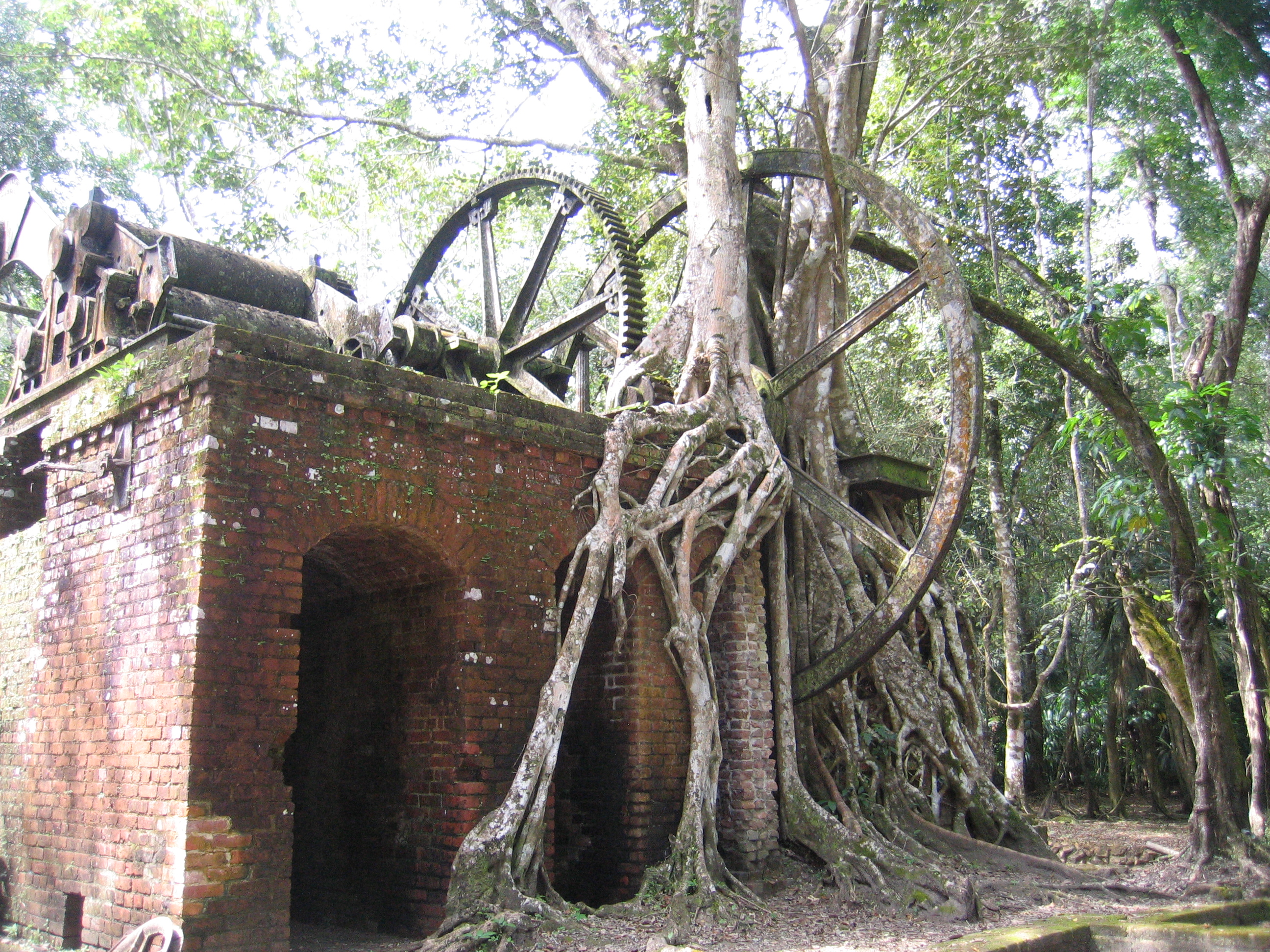
Zbytky mlýna na cukrovou třtinu
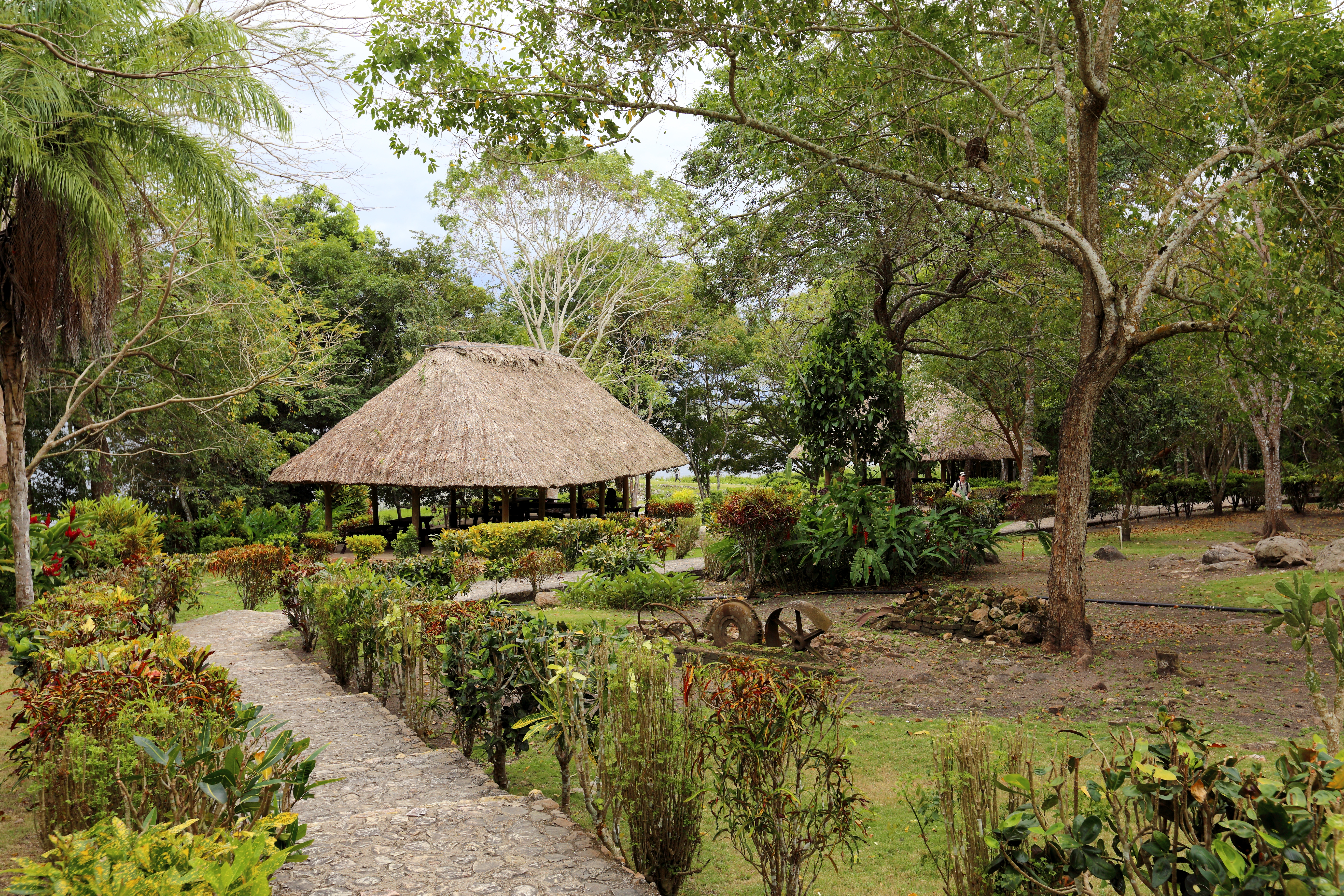
Návštěvnické centrum
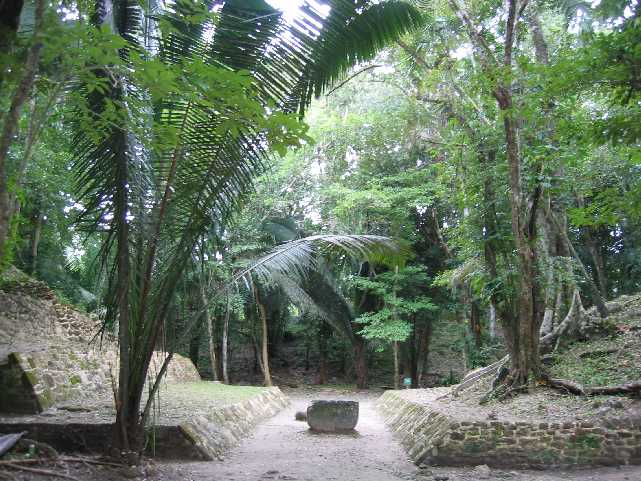
Hřiště